# Napoli Montesanto
Napoli Montesanto (wł: Stazione di Napoli Montesanto) – przystanek kolejowy w Neapolu, w regionie Kampania, we Włoszech. Znajdują się tu 2 perony. Na tej stacji zatrzymują się także pociągi linii 2 metra w Neapolu.